# Categoría nominal
Una categoría nominal o un grupo nominal es un grupo de objetos o ideas que pueden agruparse colectivamente sobre la base de una característica particular: una propiedad cualitativa. Una variable que codifica si cada una en un conjunto de observaciones está en una categoría nominal particular se llama variable categórica.

## Operaciones de datos válidas
Un grupo nominal solo tiene miembros y no miembros. Es decir, nada más se puede decir de los miembros del grupo que no sean parte del grupo. Las categorías nominales no se pueden organizar ni clasificar numéricamente. Los miembros de un grupo nominal no se pueden colocar en forma ordinal (secuencial) o proporcional.
Las categorías nominales de datos a menudo se comparan con datos ordinales y de razón, para ver si las categorías nominales juegan un papel en la determinación de estos otros factores. Por ejemplo, el efecto de la raza (nominal) sobre los ingresos (ratio) podría investigarse haciendo una regresión del nivel de ingresos sobre una o más variables ficticias que especifican la raza. Cuando se deben explicar las variables nominales, se suele utilizar la regresión logística o la regresión probit.

## Ejemplos
Por ejemplo, la ciudadanía es un grupo nominal. Una persona puede ser ciudadana de un país o no. Un ciudadano de Canadá no tiene "más ciudadanía" que otro ciudadano de Canadá; por tanto, es imposible ordenar la ciudadanía de acuerdo con ningún tipo de lógica matemática.
Otro ejemplo sería "palabras que comienzan con la letra 'a'". Hay miles de palabras que comienzan con la letra 'a' pero ninguna tiene "más" de esta cualidad nominal que otras.
Correlacionar dos categorías nominales es, por lo tanto, muy difícil, porque algunas relaciones que ocurren son en realidad espurias y, por lo tanto, carecen de importancia. Por ejemplo, tratar de averiguar si proporcionalmente más canadienses tienen nombres que comienzan con la letra 'a' que los no canadienses sería un ejercicio bastante arbitrario y aleatorio.